# Bill Flores
William H. Flores, detto Bill (Cheyenne, 25 febbraio 1954), è un politico statunitense, membro della Camera dei Rappresentanti per lo stato del Texas dal 2011 al 2021.

## Biografia
Nato nella Francis E. Warren Air Force Base di Cheyenne, dove il padre prestava servizio come militare, Flores studiò alla Texas A&M University e in seguito si dedicò all'attività di imprenditore. Negli anni novanta fu direttore finanziario di alcune società quotate in borsa.
Entrato in politica con il Partito Repubblicano, nel 2010 si candidò alla Camera dei Rappresentanti contro il deputato democratico in carica da vent'anni Chet Edwards. Flores ottenne vari appoggi da parte di noti politici repubblicani e riuscì a sconfiggere Edwards con un margine di circa venticinque punti percentuali.
Ideologicamente, Bill Flores è ritenuto un conservatore.